# Logistiksystem
Jedes logistische System dient der raum-, zeit-, art- und mengenmäßigen Veränderung von Gütern.
Transport-, Lager- und Kommissioniersysteme erfüllen genau diese Funktion. Unterstützt wird der gesamte Güterfluss durch die im Verpackungssystem stattfindenden Verpackungsprozesse, durch die das Transportieren, Lagern und Kommissionieren erleichtert oder oftmals gar erst ermöglicht wird. Informationen, also immaterielle Güter, lösen den gesamten (materiellen) Güterfluss aus. Der Informationsfluss, der bei der organisatorischen Gestaltung von großer Bedeutung ist, verläuft parallel zur logistischen Kette und korrespondiert mit dem Materialfluss.

## Grundstrukturen
Jedes Logistiksystem ist durch das Zusammenspiel von Bewegungs- und Speicherprozessen gekennzeichnet. Durch ein Netzwerk von Knoten (Speicher, Lager) und Kanten (Bewegungen) werden Objekte(Güter, Energie, Informationen, Menschen) geführt.
Zwischen Quelle (Lieferpunkt) und Senke (Empfangspunkt) sind unterschiedliche Verbindungsstrukturen möglich.

### Einstufiges Logistiksystem
In einstufigen Logistiksystemen besteht ein direkter Güterfluss zwischen Lieferpunkt (Quelle) und Empfangspunkt (Senke).

### Mehrstufiges Logistiksystem
Bei mehrstufigen Logistiksystemen besteht ein indirekter Güterfluss – wird durch mindestens einen weiteren Knoten unterbrochen, an dem zusätzliche Speicherprozesse und/oder Bewegungsprozesse stattfinden. In einem Auflösepunkt treffen die Güter in großen Mengen vom Lieferpunkt aus ein und verlassen ihn in kleinen Mengen hin zu verschiedenen Empfangspunkten. Das Auflösen besteht entweder in einer reinen Verkleinerung der Mengen eines bestimmten Gutes oder in einem Zusammenstellen (Assortieren, Kommissionieren) von Gütern nach Menge und Sorte (Beispiel: Ein Möbelhersteller unterhält regionale Auslieferungslager für die Belieferung des Einzelhandels). In mehrstufigen Logistiksystemen tritt häufig ein Kombinierter Verkehr auf, der mit unterschiedlichen Transportmitteln durchgeführt wird. In einem Konzentrationspunkt treffen kleinere Mengen aus mehreren Lieferpunkten aus ein und verlassen ihn in großen Mengen hin zu einem Empfangspunkt.
Beispiel: Für einen Automobilhersteller sammelt ein Gebietsspediteur einzelne Sendungen bei mehreren, in einer bestimmten Region ansässigen Zulieferern ein und schlägt diese in einem Umschlagbahnhof auf einen zielreinen Güterzug oder konzentriert die Ladung in einem Logistikzentrum auf einen möglichst großen Frachtträger. Im Rahmen der gesamten Transportkette bezeichnet das Sammeln der Güter auch als Vorlauf und den anschließenden Transport dann auch als Hauptlauf. Für die Umschlagzentren wird im deutschen Sprachraum zunehmend auch das Wort Cross docking verwendet.

### Kombiniertes Logistiksystem
Kombinierte Logistiksysteme beinhalten schließlich direkte und indirekte Güterflüsse nebeneinander.

## Logistische Systeme im Unternehmen – Subsysteme
Die verschiedenen logistischen Leistungsphasen eines Unternehmens sowie die durch sie induzierten Transformationen der Güter bilden zusammen ein logistisches System.
Nach den Inhalten der logistischen Aufgabe unterscheiden sich innerhalb eines logistischen Systems verschiedene logistische Sub(Teil-)systeme:
Beschaffungslogistik,
Produktionslogistik,
Distributionslogistik,
Entsorgungslogistik.
Entsprechend dieser Unterteilung spricht man häufig auch von Beschaffungsnetzwerken, Produktionsnetzwerken, Distributionsnetzwerken und Entsorgungsnetzwerken.
Zwischen den einzelnen Subsystemen bestehen integrative Beziehungen. Jedes dieser Subsysteme ist ein Objekt des übergeordneten Gesamtsystems, aber zugleich auch ein eigenständiges Logistiksystem. Es ist immer eine ganzheitliche Betrachtung aller logistischen Prozesse erforderlich, weil optimale Teillösungen nicht zwangsläufig zu einem optimalen Gesamtergebnis führen müssen.
Bei der Auswahl/Planung von Logistiksystemen bzw. bei der Optimierung bestehender Logistiksysteme sind die sämtliche eingesetzten Logistiksysteme so zu einem leistungsfähigen Netzwerk zu verknüpfen, zu koordinieren und zu managen, dass die Aufträge und Prozesse des Unternehmens optimal ablaufen.

## Kooperationen in der Logistik
Die Logistik hat in der betrieblichen Planung oft keine wesentliche Bedeutung, da durch Lager Verzögerungen abgefangen werden können und die möglichen Einsparungen bei den Transportkosten im Vergleich zu den Verhandlungsspielräumen bei den Einkaufspreisen gering scheinen. Durch eine Kooperation im Einkauf und bei der Logistik (auch im Wege des Outsourcing der eigenen Logistik oder durch völlig neue Strukturen wie z. B. gemeinsame Milkrun-Systeme) können jedoch wesentliche Einsparungen in Summe über folgende Bereiche erzielt werden:
- Transportkosten
- Lagerhaltungskosten inkl. Bestandhaltungskosten
- Kosten der Auftragsabwicklung